# Richard Barry
Richard „Dick“ Barry (* 4. September 1919; † 28. April 2013) war ein irischer Politiker der Fine Gael, der zwischen 1953 und 1981 Mitglied des Unterhauses (Dáil Éireann) war.

## Leben
Barry war als Gastwirt und Auktionator in Fermoy (County Cork) tätig und kandidierte für die Fine Gael bei den Wahlen am 30. Mai 1951 im Wahlkreis Cork East ohne Erfolg erstmals für ein Mandat im Dáil Éireann. Bei einer durch den Tod von Seán Keane notwendig gewordenen Nachwahl (By-election) wurde er am 18. Juni 1953 im Wahlkreis Cork East jedoch zum Mitglied des Dáil Éireann gewählt und konnte sich dabei gegen John Moher von der Fianna Fáil sowie gegen Keanes Sohn Seán Keane, Jr., durchsetzen, der für die Irish Labour Party angetreten war. Er vertrat diesen Wahlkreis auch nach seinen Wiederwahlen am 14. Mai 1954 und 5. März 1957. Bei den Wahlen vom 4. Oktober 1961 wurde er dann im Wahlkreis Cork North-East zum Mitglied des Unterhauses gewählt und gehörte diesem nunmehr nach seinen Wiederwahlen am 7. April 1965, 18. Juni 1969, 28. Februar 1973 und 16. Juni 1977 bis zu seinem Verzicht auf eine erneute Kandidatur bei den Wahlen vom 11. Juni 1981 mehr als 28 Jahre lang an. Zugleich war er vom 2. Mai 1966 bis 1. Mai 1968 stellvertretendes Mitglied der Parlamentarischen Versammlung des Europarates.
Nach dem Sieg der Fine Gael bei den Wahlen vom 28. Februar 1973 wurde Barry am 14. März 1973 von Premierminister (Taoiseach) zum Parlamentarischen Sekretär beim Gesundheitsminister ernannt und bekleidete diesen Juniorministerposten bis zum Ende von Cosgraves Amtszeit am 25. Mai 1977.
Dick Barry war der Vater von Myra Barry, die bei einer durch den Tod von Seán Brosnan notwendig gewordenen Nachwahl am 7. November 1979 im Wahlkreis Cork North East ebenfalls Mitglied des Dáil Éireann wurde und diesem bis zu ihrem Verzicht bei den Wahlen am 17. Februar 1987 angehörte, wobei sie zuletzt zwischen 1981 und 1987 den Wahlkreis Cork East vertrat.